# Truszczyca
Truszczyca (niem. Truschütz) – dzielnica Kalet położona w centralnej części miasta, nad Małą Panwią, między dwoma głównymi skupiskami Kalet − centrum i Miotkiem. Jest to mała osada, rozpościerająca się wzdłuż ulicy Dębowej.
Do 1933 samodzielna wieś (gmina jednostkowa) oraz obszar dworski należące do powiatu bytomskiego na Górnym Śląsku, a po jego podziale w 1873 roku do − powiatu tarnogórskiego. W 1885 roku gmina Truszczyca liczyła 107 mieszkańców, a obszar dworski Truszczyca zaledwie 54. W 1910 roku gmina Truszczyca liczyła 120 mieszkańców, a obszar dworski tyle samo (120).
Po podziale powiatu tarnogórskiego w 1922 roku granicą państwową, Truszczyca znalazła się w Polsce, a przed 1924 zniesiono obszar dworski Truszczyca, włączając go do gminy Truszczyca.
30 lipca 1933 Truszczycę (wraz z Jędryskiem) włączono go do powiatu lublinieckiego, a dwa miesiące później, 1 października 1933 włączono ją do gminy Kalety. W związku z nadaniem gminie Kalety praw miejskich 1 stycznia 1951 Truszczyca stała się częścią miasta.